# Сушигорицы
Сушигорицы — деревня в Сандовском районе Тверской области.

## География
Расположена в 7 километрах к югу от районного центра Сандово, на правом берегу речки Быковки и в двух километрах от её впадения в Ратыню.

## История
В 1726 году в Сушигорицах построена деревянная Знаменская церковь, которая сохранилась в виде руин до наших дней. В 1873 году в Сушигорицах открылось земское училище, а в 1875 году — земская больница. С 1889 в Сушигорицах жила и заведовала земской больницей Софья Кочурова — одна из первых женщин — врачей Тверской губернии, Герой Труда. При Софье Кочуровой появился обычай, приезжая ко врачу, привозить саженцы деревьев и сажать на склонах холмов, впоследствии на этих холмах образовалась роща, а сами холмы получили название «Софьины горы».
Сушигорицы и окрестности в 1980-х — 2000-х гг. место постоянных творческих экспедиций московского художника Прилуцкого С. Ф.

## Население
| 1859 | 1889 | 1920 | 1997 | 2010 |
| ---- | ---- | ---- | ---- | ---- |
| 344  | ↗377 | ↗400 | ↘222 | ↘96  |